# 上水游泳池
上水游泳池（英語：Sheung Shui Swimming Pool），位處於香港新界上水天平路38號，於1991年啟用，由康樂及文化事務署管轄，是北區兩個公眾泳池的其中一個。泳池設有3條滑水梯，頗受民眾歡迎，但是因為不時有小童嘔吐或失禁，而需要關閉消毒清潔。由於同一時間只能容納250人，亦經常因為額滿而大排長龍。另外，泳池在晚上關門後依然燈火通明至11時半，曾被質疑浪費電力。
2012年初曾有建議加建室內暖水泳池，計劃得到地區政客的支持。

## 外部連結
- 康樂及文化事務署－上水游泳池 （页面存档备份，存于）